# Plectonotum inca
Plectonotum inca es una especie de coleóptero de la familia Cantharidae.

## Distribución geográfica
Habita en Perú.